# Vuelo 1713 de Continental Airlines
El vuelo 1713 de Continental Airlines se estrelló mientras despegaba durante una tormenta de nieve del Aeropuerto Internacional Stapleton en Denver, Colorado el 15 de noviembre de 1987. El Douglas DC-9-14 era operado por Continental Airlines y se trataba de un vuelo regular a Boise, Idaho. Veinticinco pasajeros y tres miembros de la tripulación fallecieron en el accidente.

## Accidente

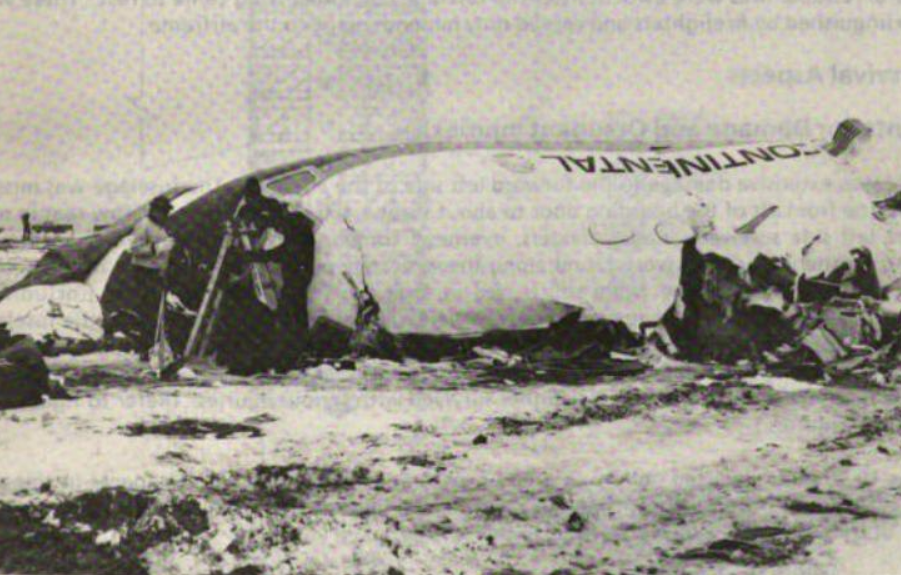
Restos de la aeronave tras el accidente

El vuelo 1713 de Continental Airlines tenía previsto partir de Denver a las 12:25 PM MST, pero muchos vuelos que partían de Denver habían sido demorados a causa de las inclemencias del tiempo. El vuelo fue autorizado a despegar a las 2:14 PM hora local.
Cuando el avión estaba despegando, empezó a virar violentamente; el avión descendió y el ala izquierda golpeó el terreno, provocando que el ala se seccionase. El lado izquierdo del avión y la cabina de vuelo golpearon el terreno después y el avión continuó rodando del revés. De los 82 ocupantes a bordo (77 pasajeros y 5 tripulantes), 28 murieron mientras 54 sobrevivieron. La mayoría de los pasajeros que murieron estaban en la sección media del avión. Cuando el avión se salió, el lado izquierdo se fue ladeando hasta tocar con la cola cuando esta quedó invertida; esto causó que la parte media del avión se abollase y aplastase a muchos de los pasajeros a bordo. Las instalaciones médicas del ejército de Fitzsimmons mandaron a su personal para asistir en la clasificación de los heridos.
De los pasajeros que murieron, dieciséis lo hicieron por alguna clase de traumatismo y doce murieron por asfixia mecánica.
De los pasajeros que sobrevivieron, veinticuatro sufrieron pequeñas lesiones y veintisiete sufrieron lesiones de gravedad.

## Investigación
Se llevaron a cabo cuatro días de investigación tras el accidente en Golden (Colorado) en marzo de 1988. Durante la investigación, se reveló que el capitán, Frank Zvonek, tenía 166 horas de experiencia en este avión en concreto, y el copiloto, Lee Bruecher, tenía solo 26 horas. Más adelante, fue también descubierto, según se relató en "Milagro en la tormenta de nieve," un artículo que Henry Hurt había escrito y publicado en la revista Reader's Digest de febrero de 1990 que Zvonek había puesto a Bruecher a cargo de pilotar el avión y que, antes de que Continental le hubiese contratado, Bruecher había sido despedido de otra aerolínea (Able Aviation) por su incompetencia como piloto.
En julio de 1988, Continental Airlines publicó un informe junto a la NTSB indicando que las causas del accidente fueron una estela turbulenta, una pobre retirada de nieve en pista y errores por parte de los controladores aéreos.

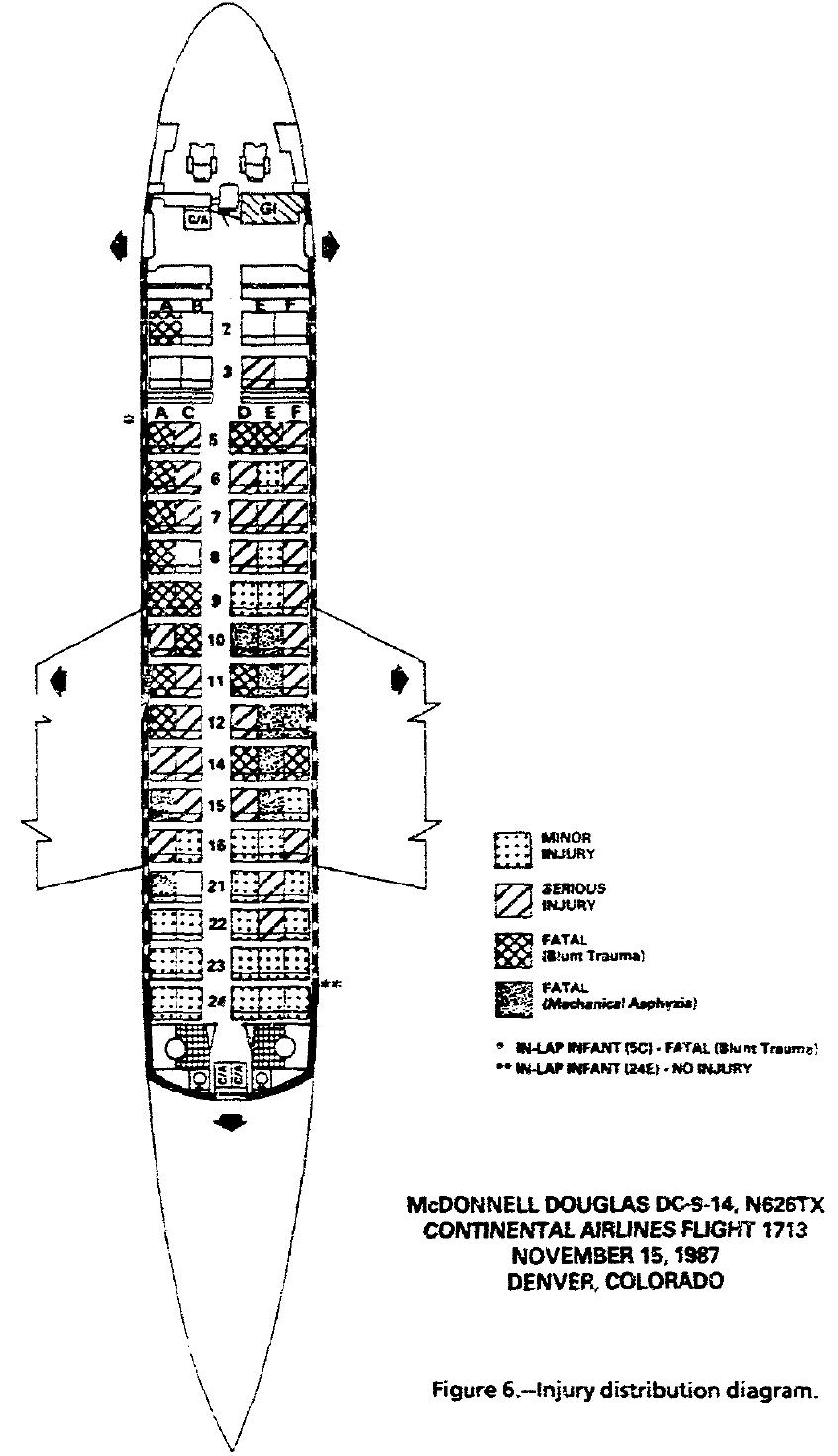
Diagrama de asientos del vuelo 1713 de Continental Airlines proporcionada por la NTSB; la ilustración muestra la localización de los pasajeros, clase y gravedad de las lesiones, o causa de la muerte.

De acuerdo con el informe de la FAA, el NTSB Número AAR-88/09 y el NTIS Número PB88-910411:
"La Junta Nacional de Seguridad del Transporte determina que la causa probable del accidente fue el error del capitán al no realizar un deshielo por segunda vez después de un importante retraso antes del despegue que produjo que la superficie superior del ala quedase contaminada y una pérdida de control tras realizar una rotación rápida durante el despegue por parte del primer oficial. Contribuyó al accidente la ausencia de regulación o de controles de gestión de las operaciones por parte de las autoridades gubernamentales  de los miembros de la tripulación recientemente cualificados y finalmente de los controladores de tráfico aéreo por el retraso en el despegue."

## Consecuencias
Tras el accidente, Continental Airlines se reafirmó en sus procesos de gestión de deshielo y desarrolló un programa de asignación informatizada que haría que los pilotos con menos de cien horas de vuelo en el tipo no fuesen asignados al mismo vuelo. El hecho de que "tres minutos de conversación social no pertinente" hubiesen tenido lugar antes del despegue fue mencionado en el informe oficial de la NTSB como factor contribuyente en el accidente.

## Filmografía
Este accidente fue presentado en el programa de televisión Mayday: catástrofes aéreas, en el episodio titulado «En pleno invierno». También fue mencionado específicamente en la película Rain Man.